# Jacobo Feldman
Jacobo Feldman (Villa Domínguez, Provincia de Entre Ríos; 21 de enero de 1917-Mar de Ajó, Provincia de Buenos Aires; 15 de junio de 2005) fue un escritor, poeta, ensayista, novelista, filósofo, teósofo y abogado argentino.

## Primeros años
Nació en el pueblo de Villa Domínguez (Entre Ríos), en una familia de origen judío, aunque su infancia y gran parte de su adolescencia la transcurrió en la ciudad de Concordia, ciudad a orillas del río Uruguay. Sus padres eran Israel Feldman y Luisa Becker.
Al término de sus estudios secundarios, abandonó el hogar paterno de Concordia lo cual le permitió recorrer diversas localidades del país. Finalmente, se dirigió a la ciudad de Santa Fe para iniciar sus estudios de abogacía en la Universidad Nacional del Litoral, título que obtuvo en el año 1941 a la edad de 24 años. Luego de recibirse, fue a ejercer su profesión a la localidad chaqueña de Presidencia Roque Sáenz Peña.

## Matrimonio
En el año 1945, Feldman se casó con Lucía Franco (con quien mantendría un longevo matrimonio), quien posteriormente llegó a ser una renombrada artista plástica argentina, y se mudó a la ciudad de Formosa, donde continuó ejerciendo su labor de abogado. Nació su primer hijo, Edmundo, en 1947; en 1953, Guillermo; y en 1960, Martín.

## Publicaciones

### Sus primeras publicaciones
En 1954, Feldman publicó su primer libro titulado Páginas de Miself (Ed. Botella al Mar - Ensayo) en el cual el autor abordaba una búsqueda filosófica sobre sí mismo, su existencia y su razón de ser.
Un año después, fijó su residencia en la Ciudad Autónoma de Buenos Aires, en donde realizó y publicó su segunda obra titulada Relato de una Fuga (Ed. América Sapucai - Novela), en la que el autor continuaba, de alguna manera, pero esta vez en forma novelada, con la temática abordada en su libro anterior.

### Publicaciones posteriores
En el año 1969 publicó su tercera obra: Rieles que no llevan al tiempo (Ed. Omeba - Poesías), poemas que versaban sobre el camino, el tiempo y la espera. En cuya portada se podía observar la reproducción de un óleo de su mujer Lucía Franco, que fue exhibida en la Galería Witcomb en 1968.
A fines del mismo año y principios de 1970, realizó un viaje donde recorrió España, Inglaterra, Francia, Italia, Grecia, Turquía, India, Nepal, China, Japón, Estados Unidos y México. En dicho viaje comenzó a tomar contacto y a interesarse en las religiones y filosofías orientales, lo cual lo llevó, pocos años después a inscribirse como miembro de la Sociedad Teosófica Argentina.
En 1972 editó una nueva obra: Del Hacer al Ser del Abogado (Ed. Depalma - Ensayo), donde aborda la temática de los límites de la moral dentro de la justicia.
Cinco años después, en 1977, y ya volcado de lleno al estudio, análisis y práctica de las doctrinas esotéricas orientales, publicó su primer libro alusivo al tema: Manifiesto al Hombre (Ed. Depalma - Ensayo).
En 1980 publicó un nuevo ensayo titulado El Dios Vivo (Ed. Fohat), siempre en la misma vertiente anteriormente citada que no abandonaría hasta su fallecimiento.
En 1986 editó el libro de poesías De los Velos (Ed. Agón).
Cuatro años después de haber editado su última obra, en 1990, se asentó en la localidad de Mar de Ajó donde, ya jubilado, continuó ejerciendo su labor de abogado ad honorem en el Sindicato de Trabajadores Municipales de la Costa, cargo que ejerció hasta el año 1994, en el que volvió a la Ciudad de Buenos Aires.
En 1996 publicaría su última obra: Reportaje a Dios (Búsquedas) (Ensayo), en el que continuaría abordando la misma temática de sus últimos libros publicados.

## Últimos años
En el año 2003 se volvió a casar pese a su edad, y fijó su residencia definitiva en la ciudad balnearia de Mar de Ajó hasta su fallecimiento, acaecido el 15 de junio de 2005.